# ペルディッカス1世
ペルディッカス1世（希：ΠερδίκκαςΑ'、ラテン文字転記：Perdikkas IもしくはPerdiccasI、在位：紀元前700年 - 紀元前678年）は、アルゲアス朝のマケドニア王である。
エウセビオスによれば、ペルディッカスはトゥリマスの次の王であり、ヘロドトスによれば最初のマケドニア王である。また、ペルディッカスはテメノスの末裔であり、兄弟のガウアネス、アエロポスと共にイリュリアに逃れてさらに上マケドニアのレバイアという町にたどり着いた。彼らはこの町の王に雇われ、一人は馬、もう一人は牛、そして末弟のペルディッカスはその他の小家畜を飼って働いた。なぜかペルディッカスのパンだけ焼く時に二倍の大きさに膨れ上がるのを見た王はこれを不吉な予兆と思い、兄弟に国外退去を命じた。その時彼らは賃銀を支払ってもらってから国を出るのが当然だと主張したが、それに逆上した王は部屋に差し込んでいる日の光を指して「お前らには相応の、これを賃銀に払ってやろう」と言った。二人の兄は呆気に取られて立ちすくんでいたが、幼い少年のペルディッカスだけはそれを戴くと言って小刀で日光の形を隈どって三度繰り返し日光を懐に汲み入れる仕草をして、兄と共に立ち去った（これは王位と領土を自分のものにするということを象徴的に示したものとされる）。彼らが去った後にこのペルディッカスの行為はとんでもない事だという部下の意見を聞いた王は彼らを殺すべく追っ手を差し向けたが失敗し、兄弟はマケドニアの「ミダスの園」と呼ばれる場所の近くに住み着いた。そして彼らはこの地を拠点としてマケドニアやその他の地方を征服した。
ペルディッカスの次の王位には子のアルガイオス1世が就いた。

## 註
1. ↑  エウセビオス
2. ↑  ヘロドトス, V, 22
3. ↑  ibid, VIII, 137-139
4. ↑  ibid, VIII, 139